# Forbidden Siren 2
Siren 2 (サイレン2, Sairen Tsū) ou Forbidden Siren 2 na Europa e na Austrália é um jogo de estratégia de survival horror desenvolvido e publicado pela Sony Computer Entertainment para o console PlayStation 2 em 2006. O jogo nunca foi oficialmente lançado na América do Norte, embora muitos fãs protestem por isso.

## História
O jogo conta a história de vários personagens que ficam presos numa ilha japonesa chamada de Yamijima depois de um tsunami de águas avermelhadas, lembrando sangue. O jogo se passa na perspectiva de vários jogadores, cada um com os seus próprios pontos fracos e fortes, através de uma linha do tempo que não é exatamente cronológica. A história pode variar em diferentes formas e, em muitos casos, em duas ou mais versões diferentes, que terá objetivos ligeiramente diferentes da história original. Se o jogador completar estes objetivos secundários, ele poderá abrir novas versões da história.

## Recepção
Siren 2 recebeu notas relativamente superiores ao seu antecessor. Apesar das notas serem quase as mesmas, o jogo teve bastantes alterações significantes no seu modo de jogar:
- Consoles + - 14/20
- Edge - 7/10
- Famitsu 35/40
- GameSpot - 8.5/10
- IGN - 7.7
- Joypad - 8/10
- Gamekult - 7/10